# إل. إي. وايت
إل. إي. وايت (بالإنجليزية: L.E. White)‏ هو كاتب أغاني أمريكي، ولد في 1930، وتوفي في 7 سبتمبر 2004.

## وصلات خارجية
- إل. إي. وايت على موقع ميوزك برينز (الإنجليزية)
- إل. إي. وايت على موقع ميوزك برينز (الإنجليزية)
- إل. إي. وايت على موقع ديسكوغز (الإنجليزية)